# Ibrahim Mitwalli
Ibrahim Mitwalli (arabisch ابراهيم متولي; geb. 13. Februar 1938 in Khartum) ist ein ehemaliger sudanesischer Gewichtheber.
Er war Teilnehmer der Olympischen Spiele 1960 in Rom. Im Leichtgewicht kam er auf Rang 25.